# Висновиц, Эудженио
Эудженио Висновиц (итал. Eugenio Visnovitz, также Visnoviz; 1906, Триест — 1 ноября 1931, Триест) — итальянский пианист и композитор.
Девятый и последний ребёнок в очень бедной семье. Учился в Триестском музыкальном лицее у Иды Фраделли и Адольфо Сколека (фортепиано), а также у Алессандро Иллерсберга (композиция).
Как пианист в равной мере выступал сольно и в качестве аккомпаниатора — со струнным квартетом Аугусто Янковича, скрипачом Чезаре Баризоном, виолончелистом Этторе Сигоном; гастролировал в США и Египте. С исполнением собственных произведений, однако, выступил лишь раз в жизни — 26 декабря 1926 года.
Исследователь жизни и творчества Висновица Массимо Фавенто характеризует его как эксцентричного персонажа позднеромантической эпохи, похожего на героев писателя Итало Звево: Висновиц почти не разговаривал с окружающими, блестяще импровизировал, но почти не записывал свою музыку, многие его сочинения восстановлены из обрывков, выброшенных автором и подобранных матерью и старшим братом. Тем не менее, от Висновица остался ряд сочинений: «Свадебная музыка» (нем. Hochzeitsmusik; 1931) для струнного оркестра, Романтическая увертюра ре минор для оркестра, два струнных квартета, два фортепианных квинтета, фортепианные пьесы, песни.
Покончил с собой — предположительно из-за тяжёлой болезни (нефрита). Надгробный памятник музыканту на триестском кладбище Святой Анны — скульптуру девушки, играющей на лире, — выполнил скульптор Франко Аско.